# USS Guam (LPH-9)
El USS Guam (LPH-9) fue un buque de asalto anfibio de la clase Iwo Jima, que sirvió en la Armada de Estados Unidos. Fue puesto en grada en los astilleros Philadelphia Naval Shipyard, Filadelfia, Pensilvania, el 15 de noviembre de 1962 y botado el 22 de agosto de 1964, siendo la madrina del acto la Sra. Vaughn H. Emory Green. Entró en servicio el 16 de enero de 1965, y su primer Comandante fue el capitán N. E. Thrumon. Fue el tercer buque en portar el nombre de Guam. 

## Historial operativo

### Alta

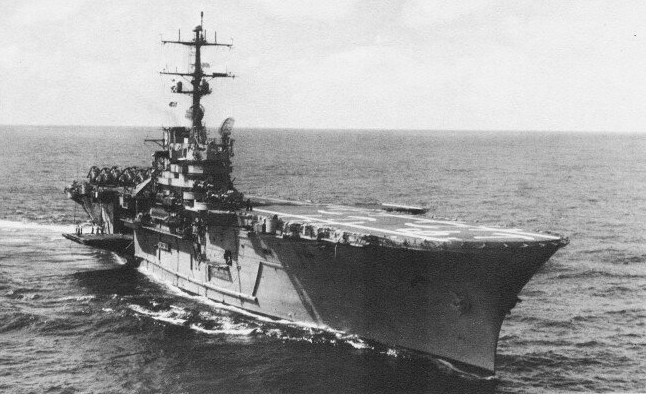
USS Guam en el Caribe, año 1965.

Fue dado de alta en el servicio de la marina de los EEUU el 21 de abril de 1965, y estuvo los siguientes años destinados en el mar del Caribe y alrededores. A partir de 1974 estuvo operativo por todo el océano Atlántico.

### Accidente de Barcelona de 1977

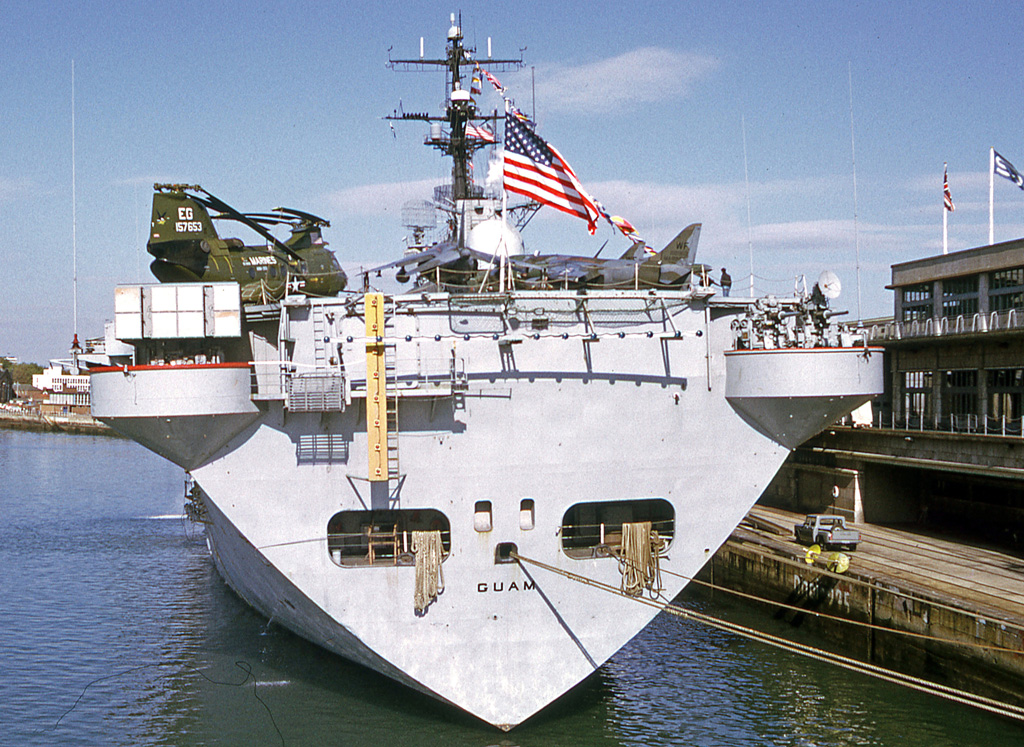
USS Guam visitando Southampton, Reino Unido, en 1974. Son visibles un CH-46F Sea Knight y AV-8A Harriers de VMA-513, US Marine Corps.

El 17 de enero de 1977, en Barcelona (España) el mercante Urlea colisionó contra una lancha de desembarco que el USS Trenton (LPD-14) y el USS Guam (LPH-9) utilizaban como barco de aprovisionamiento y de transporte de marineros. La lancha de tipo LCM-8 volcó y se detuvo frente al muelle de desembarco. Los miembros de la tripulación de ambos barcos estuvieron disponibles para ayudar con las operaciones de rescate. Había más de cien marineros e infantes de marina a bordo de la lancha de desembarco. 49 marineros e infantes de marina murieron. Se erige un monumento en el muelle en su memoria, aunque se ha convertido en una tragedia olvidada.

### Líbano
El USS Guam se desplegó en Beirut en 1982 durante la guerra civil libanesa como parte de una fuerza multinacional de mantenimiento de la paz.

### Invasión de Granada

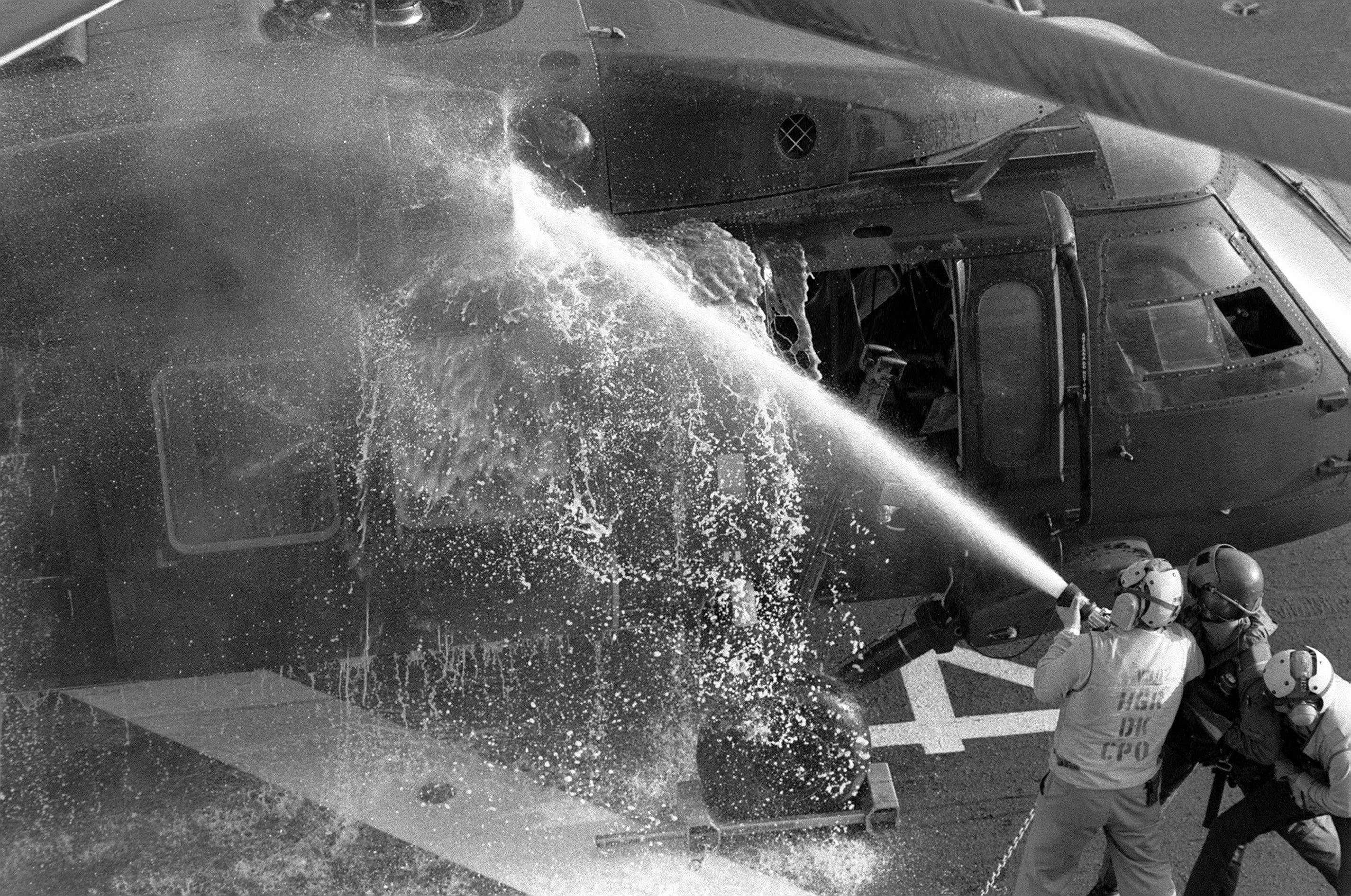
Los tripulantes del Guam usan una manguera contra incendios para apagar un motor fuera de control en un helicóptero Black Hawk dañado en batalla durante la invasión de Granada en 1983.

El USS Guam participó en la invasión de Granada en 1983.

### Challenger
El 28 de enero de 1986, el USS Guam navegaba hacia el sur desde Norfolk, Virginia, en ruta hacia las pruebas operativas, "Oppies", en el mar Caribe cuando, mientras muchos tripulantes lo miraban por televisión, el transbordador espacial Challenger explotó a solo 750 millas al sur. de su ubicación frente a la costa de FL. El USS Guam recuperó muchas piezas flotantes de escombros del desastre, incluido un cono de morro de uno de los cohetes impulsores. Por sus esfuerzos las 24 horas del día en la misión de recuperación, su tripulación obtuvo una Mención Meritoria de Unidad Conjunta de la Armada y la Guardia Costera.

### Tormenta del Desierto

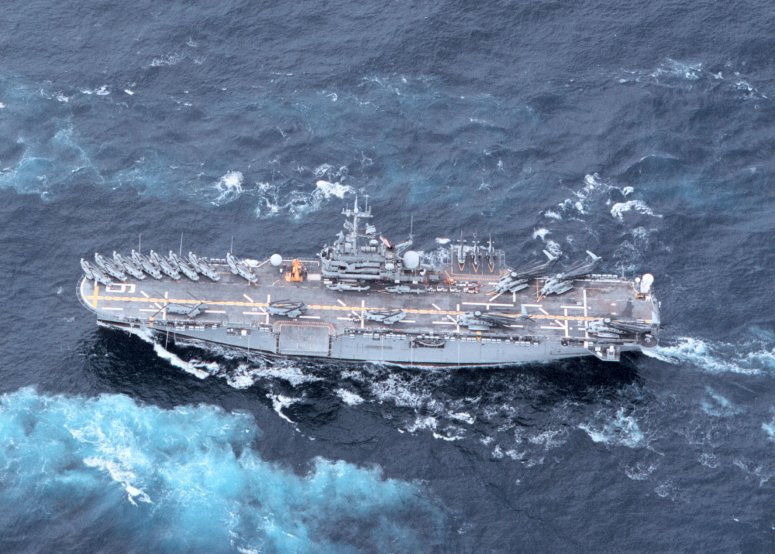
USS Guam en el año 1997, en sus últimos años en servicio.

Partió de Norfolk en agosto de 1990, bajo el mando del Capitán Chuck Saffell, para desplegarse en el Golfo Pérsico para la Operación Escudo del Desierto y la Operación Tormenta del Desierto, cuyo objetivo era la expulsión del ejército invasor de Irak en Kuwait.

### Baja
El USS Guam fue el último buque de la clase Iwo Jima en ser dado de baja en el servicio; como buque de asalto anfibio; el USS Inchon (LPH-12) sirvió sus últimos años como minador
Fue dado de baja en el registro naval de buques el 25 de agosto de 1998, y asignado a la flota de reserva. 
El USS Guam fue hundido como barco objetivo el 16 de agosto de 2001, durante los ejercicios SINKEX, llevados a cabo por el USS John F. Kennedy (CV-67) y su grupo de batalla en la posición 031°14′22″N 071°16′35″O / 31.23944, -71.27639.